# Mikhalina Lyssova
Mikhalina Lyssova (russe : Михалина Лысова) est une fondeuse et biathlète malvoyante (B3) russe, née le 29 mars 1992 à Nijni Taguil.
Elle a notamment remporté cinq titres aux Jeux paralympiques d'hiver dans deux disciplines différentes et sur trois éditions des Jeux.

## Biographie
Lors des Jeux de 2010 à Vancouver, elle remporte un titre en ski de fond lors du relais 3 × 2,5 km et obtient quatre autres médailles : deux d'argent en ski de fond (5 km et 1 km sprint) et deux de bronze en biathlon (3 km poursuite et 12,5 km individuelle).
Lors des Jeux de 2014 qui se déroulant dans son pays à Sotchi, elle est championne olympique à trois reprises : deux fois en biathlon (10 km et 6 km) et une fois en ski de fond (1 km sprint). Elle remporte aussi trois autres médailles en argent (5 km et 15 km en ski de fond, 12,5 km en biathlon).
Contrainte de concourir sous une bannière neutre lors des Jeux de 2018 à Pyeongchang, elle remporte le titre du 6 km en biathlon, l'argent en 10 km en biathlon et le bronze en 5 km classique en ski de fond.
Elle prend sa retraite sportive en 2020.

## Palmarès

### Jeux paralympiques
| Épreuve / Édition                        | Vancouver 2010 | Sotchi 2014 | Pyeongchang 2018 |
| biathlon 3 km poursuite malvoyante       | Bronze         |             |                  |
| biathlon 6 km malvoyante                 |                | Or          | Or               |
| biathlon 10 km malvoyante                |                | Or          | Argent           |
| biathlon 12,5 km malvoyante              | Bronze         | Argent      |                  |
| ski de fond 1 km sprint libre malvoyante | Argent         | Or          |                  |
| ski de fond 5 km libre malvoyante        | Argent         | Argent      |                  |
| ski de fond 15 km classique malvoyante   |                | Argent      | Bronze           |
| ski de fond relai 3 × 2,5 km malvoyante  | Or             |             |                  |